# Josef Krämer
Josef Krämer (ur. 30 stycznia 1904 w Heiderjahnsfeld, zm. 25 grudnia 1980 w Kolonii) – doktor praw, niemiecki prawnik i polityk narodowosocjalistyczny (funkcjonariusz NSDAP), poseł do Reichstagu. W Generalnym Gubernatorstwie sprawował funkcje starosty powiatowego w Łowiczu i starosty miejskiego w Krakowie.

## Życiorys

### Rodzina i wykształcenie
Wychowywał się Heiderjansfeld (Rheinisch-Bergischer Kreis) w rodzinie listonosza Johanna Krämera, który potem został agentem ubezpieczeniowym. Wychowany jako katolik, jednak w 1937 r. jak większość aktywnych narodowych socjalistów wystąpił z Kościoła katolickiego. Powrócił do chrześcijaństwa dopiero w 1946 r., lecz już jako ewangelik. Po zdaniu matury w gimnazjum w Köln-Mülheim w 1923 r. rozpoczął studia prawnicze na Uniwersytecie w Kolonii. W 1926 r. zdobył stopień doktora praw, w 1927 r. zdał egzamin aplikancki, a następnie asesorski w 1930 r. Po zakończeniu edukacji od 1930 r. był zatrudniony w referacie prasowym prokuratury państwowej w Kolonii, aby w latach 1931–1941 pracować już samodzielnie jako adwokat. W 1932 r. ożenił się z Annelise z domu Wagner.

### Działalność w ruchu narodowosocjalistycznym w III Rzeszy
Od początku 1931 r. bardzo intensywnie działał politycznie w ruchu narodowosocjalistycznym wstępując do NSDAP oraz SA. Wierzył w ratunek NSDAP dla Niemiec i był przy tym gorącym antysemitą. W 1932 r. opublikował antyżydowską broszurę. W latach 1931–1933 pełnił różne funkcje partyjne: kierownika organizacji partyjnej sekcji Mülheim Ortsgruppe Groß-Köln, okręgowego kierownika propagandy w okręgowym zarządzie partii w Köln-Stadt, kierownika okręgu Köln-Stadt. Oficjalnie z ostatnich funkcji został odwołany dopiero 30 kwietnia 1941. Działał również na niwie prawniczej jako przywódca Związku Narodowosocjalistycznych Prawników Niemieckich (Nationalsozialistischer Rechtswahrerbund) Gau Kolonia. W latach 1934–1943 był również radnym miejskim w Kolonii oraz od 1936 r. kierownikiem Narodowosocjalistycznej Opieki Społecznej (Nationalsozialistische Volkswohlfahrt). Partia skierowała go do Reichstagu za zmarłego burmistrza dr Schmidta – był posłem w okresie od 9 grudnia 1940 do 1945 r. Na początku 1941 roku z inicjatywy miejscowego Gauleitera nastąpiły zmiany organizacyjne w Kolonii i stracił stanowiska. Z jego zeznań wynika, że miał jakiś konflikt prawny, dlatego zgłosił się do Luftwaffe. Od kwietnia 1941 do kwietnia 1942 służył w Kriegsberichterkompanie Berlin-Adlershof, a zwolniono go na skutek choroby żołądka. Podczas służby otrzymał odznaczenia: Flügerschützabzeichen i Krzyż Żelazny II klasy.

### Działalność w Generalnym Gubernatorstwie
Znał dobrze Hansa Franka i dlatego zgłosił się do pracy w Generalnym Gubernatorstwie. Początkowo aż do listopada 1942 roku był przydzielony do pomocy nadradcy Kleina, szefa biura sekretarza stanu w rządzie Generalnego Gubernatorstwa. Następnie, od 26 października 1942 do 30 kwietnia 1943, został powołany do Łowicza, jako zastępca starosty powiatowego radcy dr Schwandtera, a potem już jako starosta. W kwietniu 1943 sprowadzono go z powrotem do Krakowa jako zastępstwo dla starosty powiatowego Rudolfa Pavlu, w tym czasie powołanego do wojska. Na tym stanowisku pozostawał aż do ewakuacji z Krakowa, tj. do 17 stycznia 1945 roku. Oficjalnie starostą miejskim Krakowa był on w okresie 1 maja 1943 do 17 stycznia 1945.

### Starosta miejski Krakowa
W Krakowie Krämer wraz z rodziną zajął 6-pokojowe mieszkanie na piętrze willi przy ul. Sienkiewicza 23 (Gustav-Freytag-Strasse), gdzie zamieszkiwał z trójką dzieci i ukraińską służącą. Prawdopodobnie z obawy przed zamachem doprowadził do zamknięcia pobliskiego kościoła św. Szczepana i zamianę go na magazyn olejów Luftwaffe. Uczestniczył w polowaniach w okolicach Rytra. Wypoczywał też w Rabce, gdzie pobierał lekcje jazdy na nartach u polskich instruktorów. Często przebywał również w Krynicy.
Oto jak charakteryzowali go Polacy: Jan Grabowski z Zarządu Miasta – „Będąc usposobienia gwałtownego popadał przy stwierdzeniu jakiejś drobnej nawet niedokładności w furie i wtedy często kończyło się na odesłaniu winnego do obozu karnego Libana w Podgórzu. Sprawami miejskimi zajmował się Krämer niewiele, używając się w częstych libacjach urządzanych niejednokrotnie w salach ratusza”. Feliks Kopera dyrektor Muzeum Narodowego: „Ostatni burmistrz Kremer był to pijak i sadysta, znany ze swych łapanek do obozów. Ten brał w dalszym ciągu obrazy do dekoracji swych apartamentów”. Jak zeznawał gubernator dystryktu Kraków von Burgsdorff Krämer był w doskonałych osobistych stosunkach z Hansem Frankiem. Starosta miejski był ściągany na zebrania rządowe, a następnie stawiany na równi z gubernatorem, miał prawo dostępu do gubernatora w każdej chwili i to często.
Najważniejszym zarzutem wysuwanym przeciwko Krämerowi była sprawa zdobywania robotników przymusowych do wysyłki do Rzeszy, często osobiście i z użyciem siły. Wprowadził obowiązkowy kontyngent w firmach krakowskich oraz możliwość odpłatnego werbowania zastępców do wysyłki.
15 marca 1944 osobiście otwarł Teatr Powszechny dla Polaków w gmachu Starego Teatru. Całą zasługę za to przedsięwzięcie przypisywał sobie, mimo że był to pomysł samego generalnego gubernatora Hansa Franka.
Krämer opisywał również swą pozytywną rolę w gospodarce mieszkaniami, która była podstawową bolączką administracji niemieckiej podczas całej okupacji, a więc oddanie do użytku 2000 nowo wybudowanych pokoi przy Reichstrasse (osiedle na ul. Królewskiej)
Gdy w lecie 1944 roku rozpoczęła się akcja kopalnia rowów przeciwczołgowych, polecił egzekwować na terenie Zarządu Miasta odnośnie do zarządzenia z całą bezwzględnością. Opróżnione zostały wówczas z jego polecenia i wywiezione do Zgorzelca na Dolnym Śląsku, który został wyznaczony jako punkt ewakuacyjny dla niemieckiego Zarządu Miasta, składy Ekonomatu, zawierające cenne zapasy tekstyliów, butów, przyborów kancelaryjnych, dalej wartościowe maszyny do pisania i rachowania i szereg innych potrzebnych dla całej administracji miejskiej ruchomości.
Z inicjatywy gubernatora von Burgsdoffa policja bezpieczeństwa z SS-Oberführerem Bierkampem rozpoczęła postępowanie przeciwko niemu. Wysunięto cały szereg zarzutów, w części poważnej natury, ale nie można było prowadzić dochodzenia, bo był on posłem do Reichstagu.

### Losy powojenne
Po powrocie do Rzeszy Krämer otrzymywał dalsze zadania od Partii. W styczniu 1945 został powołany przez Gauleitera na zastępcę kierownika okręgu NSDAP w Hanowerze. Tuż przed kapitulacją w okresie 31.3.45 – 5.4.1945 na krótko został zastępcą kierownika okręgu w Hameln, co potem przysporzyło mu najwięcej problemów ze wszystkich piastowanych rodzajów stanowisk w III Rzeszy. Następnie otrzymał paszport na nazwisko Fritz Müller – leśniczy z Grüntal i zaczął się ukrywać. We wrześniu 1945 został aresztowany przez aliantów z dużą ilością gotówki, środkami żywnościowymi, meblami i benzyną. Brytyjski sąd wojenny skazał go w dniu 25.4.1946 za wydanie rozkazu zabijania aliantów na siedem lat pozbawienia wolności w więzieniu karnym w Hameln. W roku 1947 polska strona rozpoczęła postępowanie ekstradycyjne, a w maju 1949 brytyjski trybunał ekstradycyjny w Hamburgu uwolnił go w polskim postępowaniu ekstradycyjnym w związku z jego działalnością jako starosty miejskiego Krakowa. W dniu 22.4.1950 został zwolniony z więzienia w Werl. W postępowaniu denazyfikacyjnym otrzymał stopień III i prowadził działalność adwokacką w Kolonii.